# Mordad
Mordad es el quinto mes del calendario persa, vigente en Irán y Afganistán. Tiene una duración de 31 días, de los que el primero suele coincidir con el 23 de julio del calendario gregoriano, si bien la intercalación de un día cada cuatro años provoca variaciones de uno o dos días a este respecto. El 1 de mordad de 1391, año kabisé (bisiesto) coincidió con el 22 de julio de 2012. Un año después, el 1 de tir de 1392 coincidirá con el 23 de julio de 2013. Mordad es el segundo de los tres meses de verano. Lo precede tir y lo sigue shahrivar.
En Afganistán, mordad recibe el nombre árabe de asad (اسد, Leo), término corriente también en la astrología tradicional del mundo islámico. Otros pueblos iranios que usan el calendario persa llaman este mes gelawech (گەلاوێژ, en kurdo), fardine (فردینه, en mazandaraní), zmaray (زمری, en pastún), etc.
Efemérides que se computan respecto al calendario persa y ocurren en el mes de mordad son las antiguas fiestas persas de Mordadegán (مردادگان, el día 7) y Chele-ye Tabestán (چله‌ی تابستان «cuarentena del verano», el día 10) y, en Irán, el aniversario del triunfo de la Revolución constitucionalista iraní de 1906 (el día 14).